# Жилберту, Аструд
Астру́д Жилбе́рту (порт.-браз. Astrud Gilberto, настоящие имя и фамилия — Астру́д Эванжелина Вайнерт, порт.-браз. Astrud Evangelina Weinert; 29 марта 1940, Салвадор — 5 июня 2023, Филадельфия, Пенсильвания) — бразильская и американская эстрадная певица. Прославилась в 1960-е гг. исполнением песен в стилистике босса-новы.

## Биография
Аструд Эванжелина Вайнерт родилась в городе Салвадор (Баия) в бразильско-немецкой семье (отец — немецкий эмигрант).
В 1947 году переехала с семьёй в Рио-де-Жанейро.
В 1959 году вышла замуж за Жуана Жилберту, одного из основателей стиля босса-нова. В 1963 году они переехали в США.
В 1963 году вышел альбом Getz/Gilberto с песнями преимущественно на музыку К. А. Жобина, где Аструд спела (совместно с Жуаном Жилберту) песню «Девушка из Ипанемы» — её первое профессиональное выступление. Эта песня получила в США премию Grammy (в категории «Лучшая запись года») и принесла Аструд международную славу.
В 1964 году Аструд и Жуан развелись. В конце концов Жуан вернулся в Бразилию, а Аструд осталась в США.
В 1965 году вышел первый сольный альбом — The Astrud Gilberto Album, который стал бестселлером, как и многие последующие альбомы.
В 60-е годы Аструд появлялась во многих популярных телешоу США и других стран, снималась в фильмах (играя саму себя). Кроме бразильской музыки она пела популярные американские песни (The Shadow of Your Smile, It Might as well be Spring, Fly Me to the Moon, Look to the Rainbow, Love Story и др.). Многие годы она озвучивала рекламу Eastern Airlines.
В 70-е годы Аструд начала писать свои собственные песни, вошедшие в альбомы Astrud Gilberto Now (1972) и That Girl From Ipanema (1977). В 1976 году одна из её композиций (совместно с Jerome Schur) — Live Today — получила награду Токийского музыкального фестиваля.

Жилберту в 1970 году

В 80-е годы Аструд создала свою группу-секстет, в которую вошёл её сын Марселу Жилберту, а гитаристкой стала Эмили Ремлер, и гастролировала по Европе, Японии, Канаде и США. Для того чтобы побороть страх перед выступлениями на публике, Аструд посещала пару лет школу актерского мастерства Стеллы Адлер (Stella Adler School of Acting).
В 1987 году вышел её альбом Astrud Gilberto Plus The James Last Orchestra, в который вошли и её собственные сочинения.
В 1990 году Аструд, вместе с сыновьями Marcelo Gilberto и Gregory Lasorsa, основала Gregmar Productions, Inc. Она продолжала гастролировать и писать музыку.
В 1992 году Аструд получила премию Latin Jazz USA Award for Lifetime Achievement.
В 2001 году Аструд решила прекратить выступления, чтобы посвящать больше времени семье, сочинению музыки и живописи.
В 2002 году вышел альбом Jungle, куда входят десять новых композиций, написанных Аструд. В этом же году она была включена в International Latin Music Hall of Fame.
Кроме музыки, Аструд писала картины и выступала в защиту прав животных.
Умерла 5 июня 2023 года.

## Дискография
- The Astrud Gilberto Album (Verve, 1965)
- The Shadow Of Your Smile (Verve, 1965)
- Look To The Rainbow (Verve, 1965)
- Beach Samba (Verve, 1966)
- A Certain Smile, A Certain Sadness, совместно с Уолтером Вандерлеем (Verve, 1967)
- Canta in Italiano (Verve, 1968)
- Windy (Verve, 1968)
- September 17, 1969 (Verve, 1969)
- Gilberto Golden Japanese Album (Verve, 1969)
- I Haven’t Got Anything Better to Do (Verve, 1970)
- Gilberto with Turrentine (CTI, 1971)
- Now (Perception, 1972)
- That Girl from Ipanema (Audio Fidelity, 1977)
- Plus, совместно с Джеймсом Ластом (Polygram, 1986)
- Temperance (Pony Canyon, 1997)
- Jungle (Magya, 2002)